# Pounawea
Pounawea ist ein kleines Dorf im Clutha District der Region Otago auf der Südinsel von Neuseeland.

## Namensherkunft
Der Name des Dorfes entstammt der Sprache der Māori und bedeutet so viel wie „Ort, an dem sich das Wasser sammelt“.

## Geographie
Das Dorf befindet sich rund 26 km südlich von Balclutha und rund 3,5 km südöstlich von Owaka, an der Mündung des Ōwaka River in den Catlins River und nahe der Mündung des Catlins River in den Pazifischen Ozean. Pounawea ist durch eine Straße von Owaka aus zugänglich. Rund 1,5 km östlich befindet sich die kleine Feriensiedlung New Haven.

## Geschichte
Pounawea war zwischen dem späten 19. Jahrhundert und dem frühen 20. Jahrhundert ein geschäftiger kleiner Hafenort, der 1899 sein eigenständiges Postamt bekam.

## Ereignisse
Am Neujahrstag des Jahres 1874 lief das Einwandererschiff Surat in der Catlins Bay auf Grund und sank. Alle Passagiere und Besatzungsmitglieder konnten gerettet werden.

## Tourismus
Das Dorf besitzt neben einer kleinen Wohnbevölkerung zahlreiche Ferienhäuser (Cribs), von denen aus Freizeitbeschäftigungen wie, Picknik, Angeln, Kayak-Fahren, Vogelbeobachtungen und Wanderungen möglich sind. Auch Bootfahren und Segeln sowie Wasserski ist möglich.

## Natur
Nahe dem Dorf befindet sich ein geschützter Wald mit Bäumen wie, Kahikatea, Kamahi, Rimu, Totara und Südinsel-Eisenholz.

## Computerspiel Sims 3
Pounawea wurde 2012 als Ort in dem Computerspiel Sims 3 verwendet.